# 貴南県
貴南県（きなん-けん）は中華人民共和国青海省海南チベット族自治州に位置する県。

## 地理
貴南県は海南州東部に位置する。黄河谷地、芒拉河谷地が広がり東高西低の地勢であり、県南には山地が広がる。南西から北東部にかけて黄河が流れる。

## 歴史
1953年、貴徳県より貴南県が分割・設置される。

## 行政区画
- 鎮:茫曲鎮、過馬営鎮、森多鎮
- 郷:沙溝郷、茫拉郷、塔秀郷